# Stipe votiva

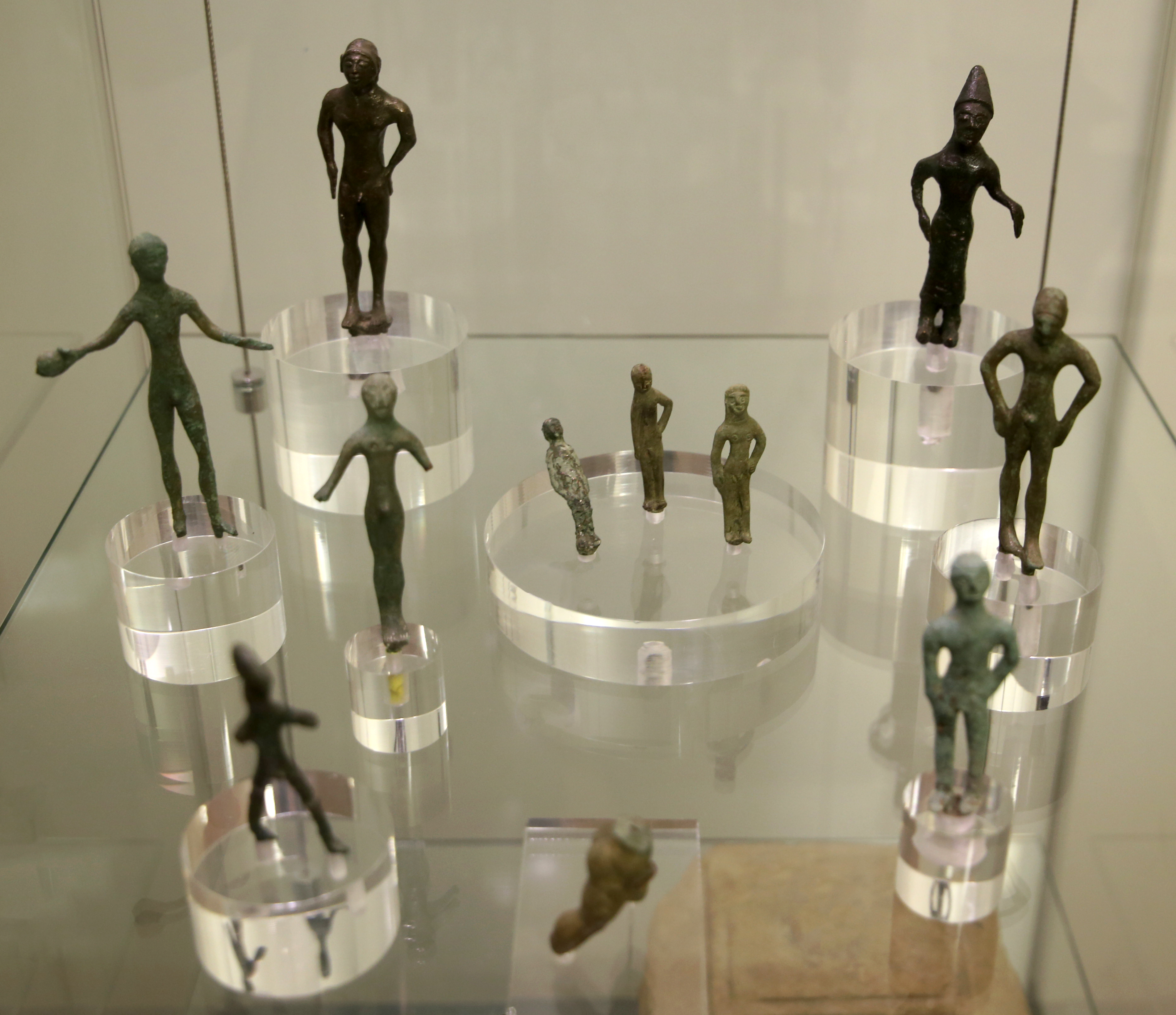
Bronzetti dalla stipe votiva etrusca dell'Impruneta

Stipe votiva è l'espressione con cui gli archeologi indicano l'insieme degli oggetti che dimostrano l'adempimento di voti religiosi, raccolti all'interno o nelle vicinanze di un luogo di culto. Questi oggetti votivi erano accumulati in depositi o ripostigli o anche sul fondo di acque sorgive, quando esse erano oggetto di culto. Quando, nel corso di uno scavo archeogico si rinviene una stipe, è certa la presenza o la vicinanza di un luogo di culto. A volte, in ambito archeologico, l'espressione "stipe votiva" indica anche la fossa o il ripostiglio nella quale gli oggetti sono stati accumulati.
Gli oggetti accumulati nelle stipi votive potevano essere realizzati con materiali vari, più o meno di valore, ed avere in alcuni casi un vero e proprio valore artistico. Sono oggi quindi considerate preziose testimonianze, utili per trarne informazioni sull'arte e sulla religiosità delle civiltà del passato.
Era necessario un rituale per consacrare l'oggetto votivo e allontanarlo dalla sfera profana; servivano allo scopo ad esempio una sacra processione diretta verso il luogo di culto, oppure la modifica delle caratteristiche fisiche dell'oggetto, con segni incisi o rotture intenzionali. Gli oggetti offerti in voto devono inoltre essere sottratti alla circolazione ed esposti alla vista.

## Etimologia

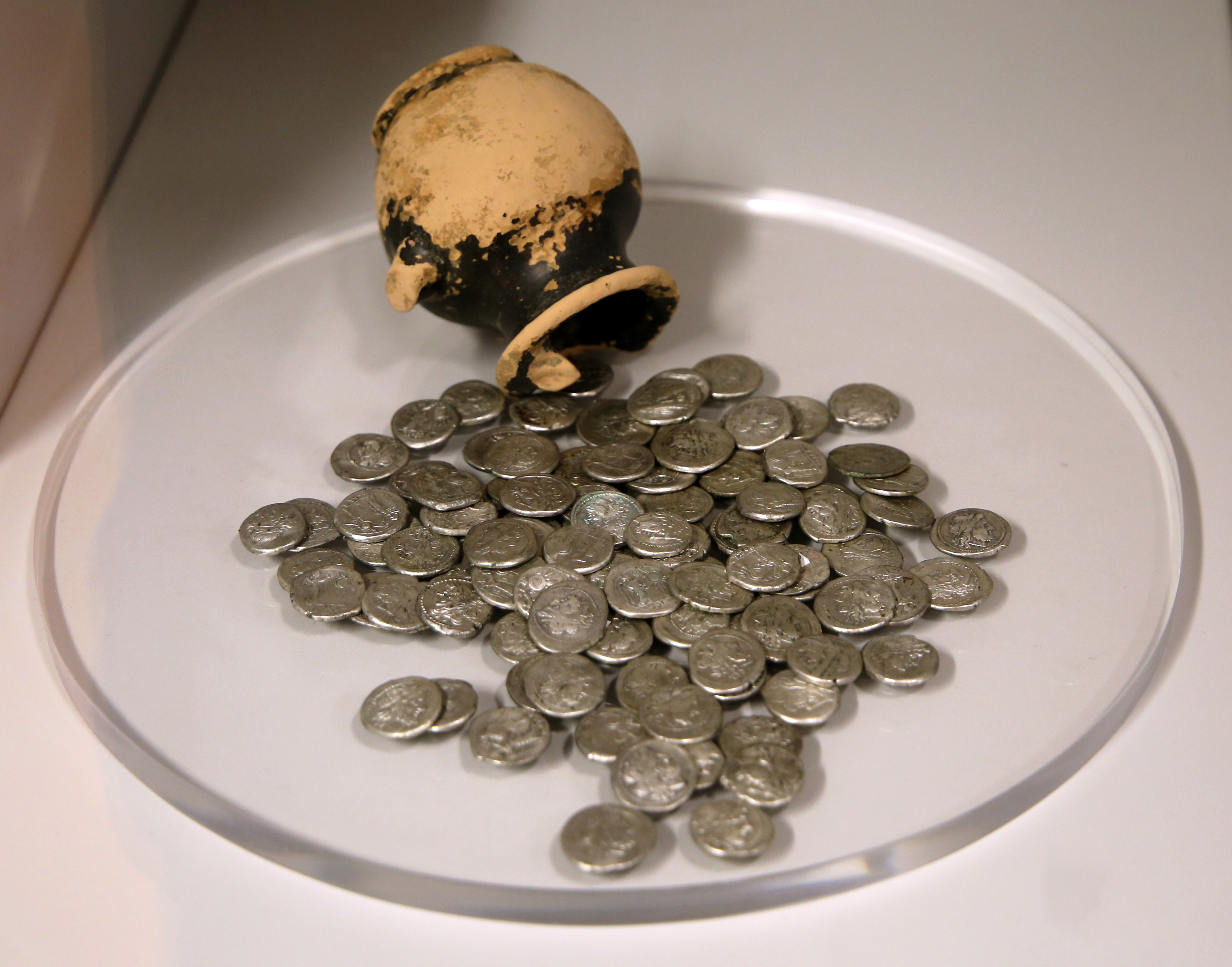
Offerta in denaro dalla stipe votiva ellenistica di Poggio Colla di Vicchio

Il termine "stipe" deriva dal latino stĭpe(m) (al nominativo stips), propriamente "offerta"; il termine "votivo" deriva dall'espressione latina ex voto suscepto, ovvero "secondo la promessa fatta"".

## Significato storico
Il termine "stipe" (latino stips) aveva nell'antichità romana un significato più ampio di quello utilizzato oggi in ambito archeologico: non comprendeva solo il complesso degli oggetti accumulati presso un luogo di culto in seguito a voti, ma indicava qualsiasi offerta per scopi religiosi, comprese le offerte in denaro e le collette raccolte dai fedeli come dono alla divinità, ad esempio in occasione di festività religiose.
Non è un caso, infatti, che da stips, oltre che il termine dotto "stipe", derivi anche il termine "stipendio".

## Stipi votive in Italia
In Italia, sono state rinvenute stipi votive, spesso ricche di oggetti artistici; specialmente in Lazio, Toscana, Marche, Umbria e Sardegna, gli oggetti erano più spesso in bronzo, mentre nell'Italia meridionale e nella Sicilia erano più spesso in terracotta.

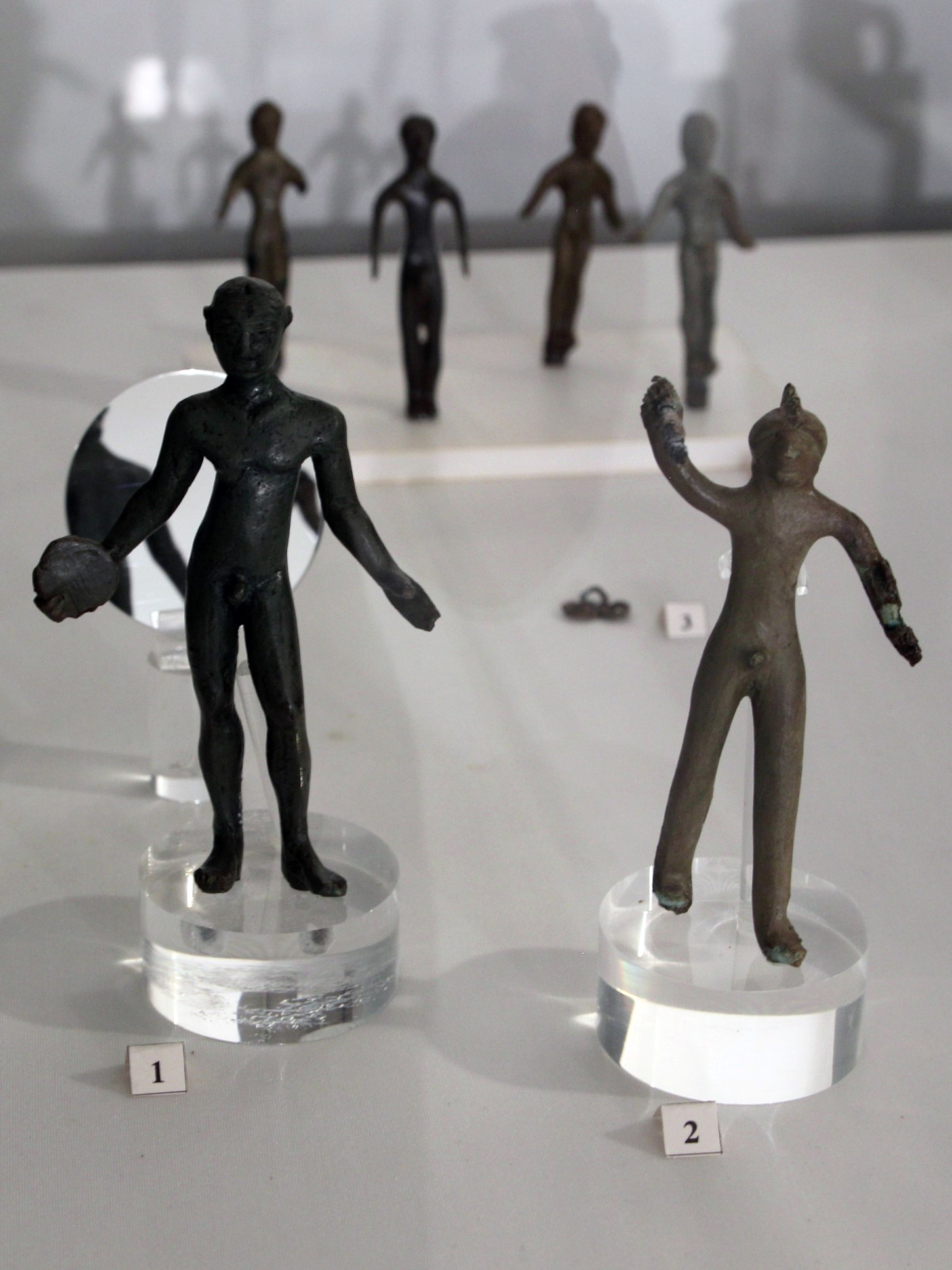
Stipe votiva etrusca di Monte Bibele (Museo archeologico Luigi Fantini, Monterenzio)
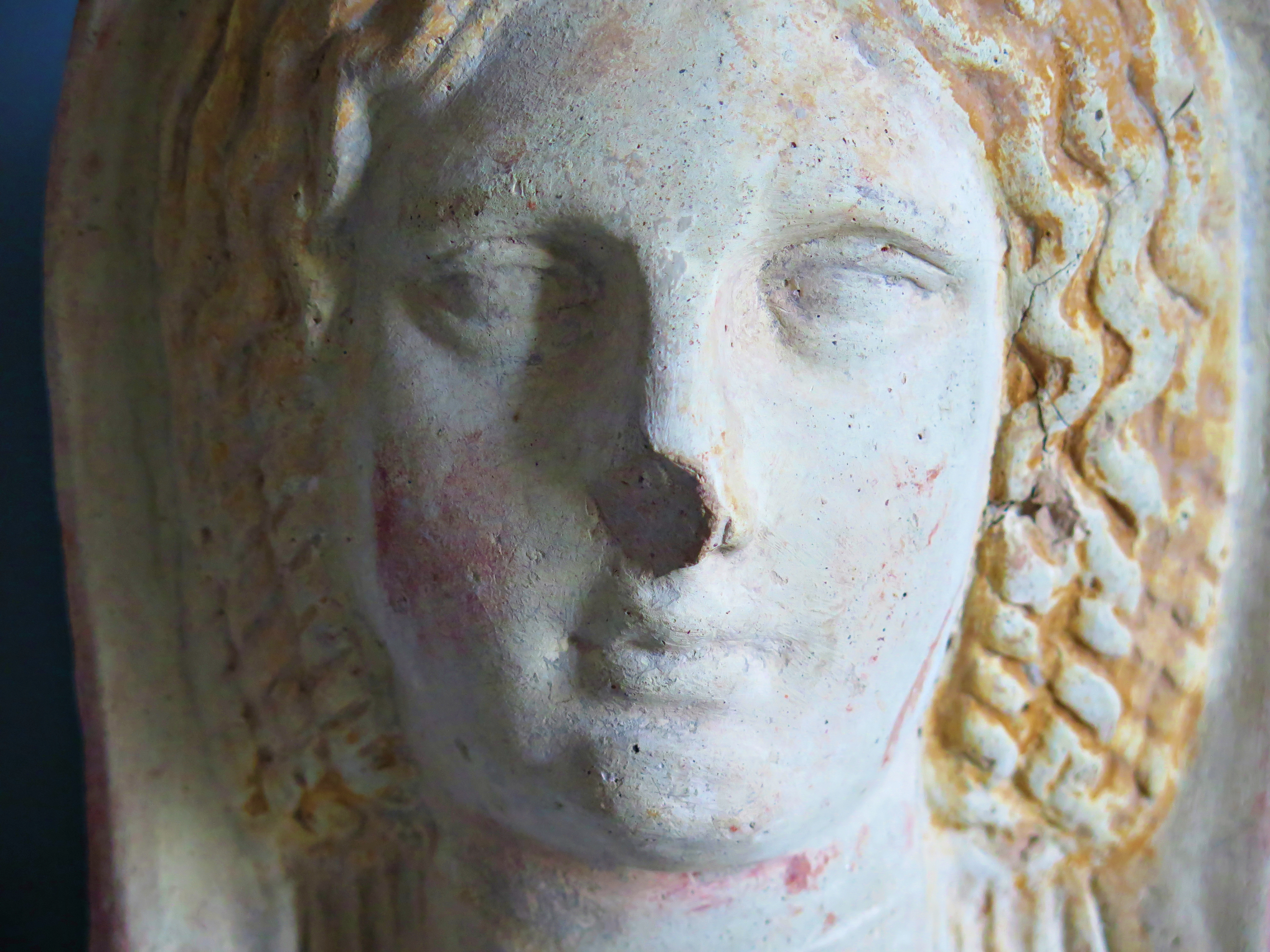
Stipe votiva del Belvedere, di età romana (Museo di archeologia urbana Giuseppe Fiorelli, Lucera)
Marte stante, dalla stipe votiva picena di Coltrone di Cagli (Museo archeologico nazionale delle Marche)
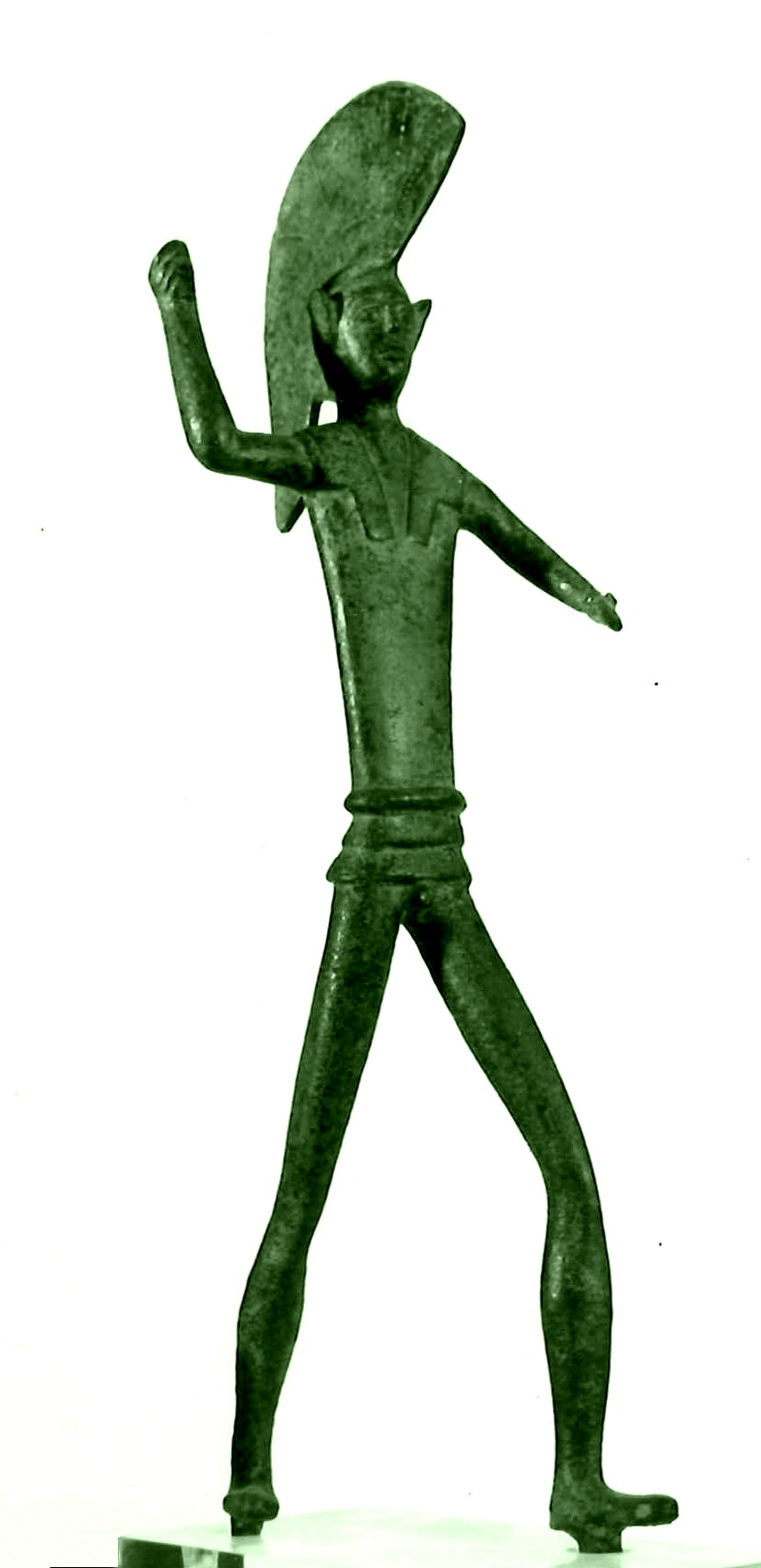
Marte in assalto, dalla stipe votiva picena di Coltrone di Cagli (Museo archeologico nazionale delle Marche)
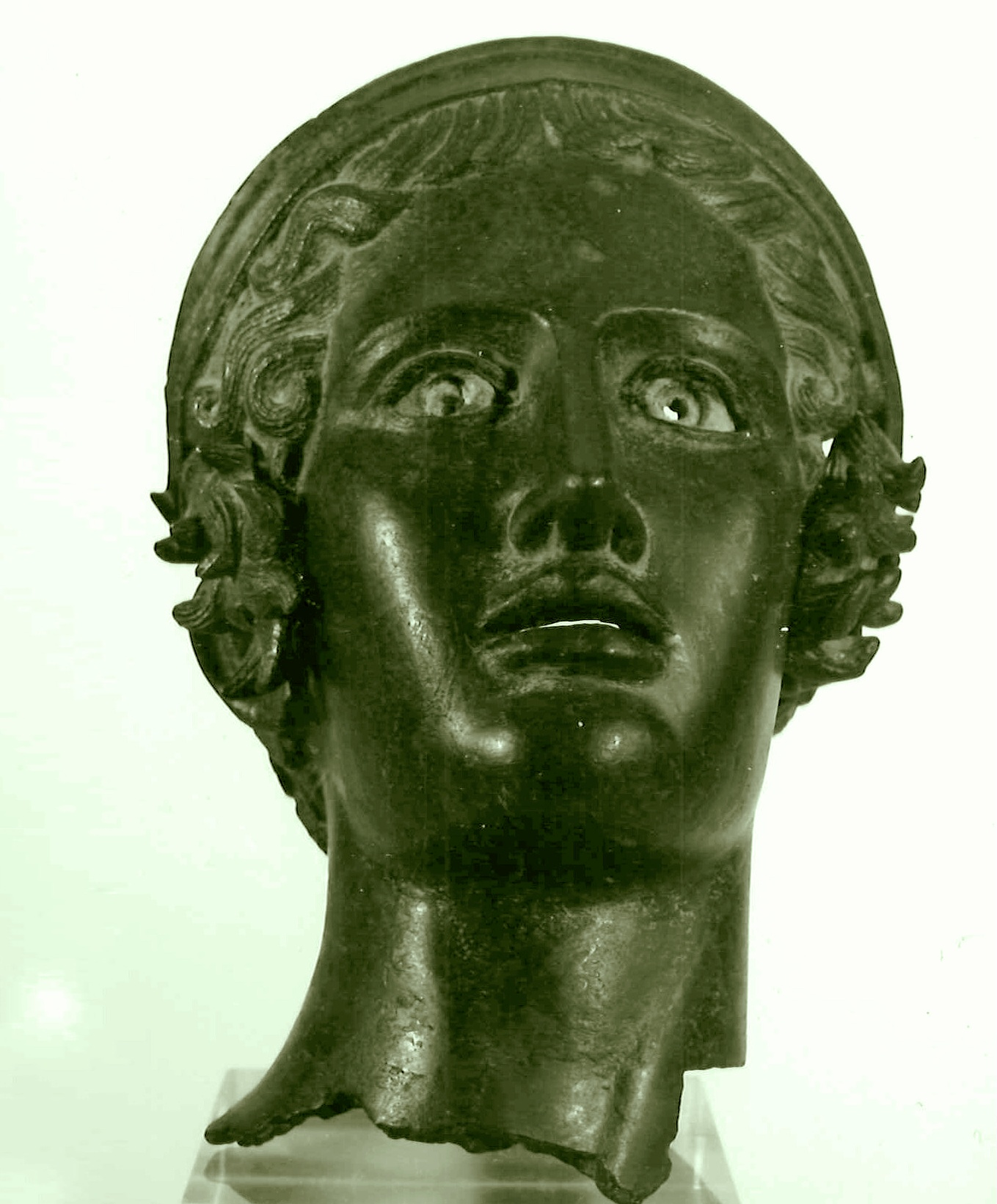
Testa di Marte, dalla stipe votiva picena di Coltrone di Cagli (Museo archeologico nazionale delle Marche)
Vasellame miniaturistico, dalla stipe votiva picena di Cupramarittima (Museo archeologico nazionale delle Marche)
Ombre della sera picene (Museo archeologico nazionale delle Marche)